# Nyctemera quadriguttatta
Nyctemera quadriguttatta är en fjärilsart som beskrevs av Kirby 1892. Nyctemera quadriguttatta ingår i släktet Nyctemera och familjen björnspinnare. Inga underarter finns listade i Catalogue of Life.